# St. Stephanus (Döringsdorf)

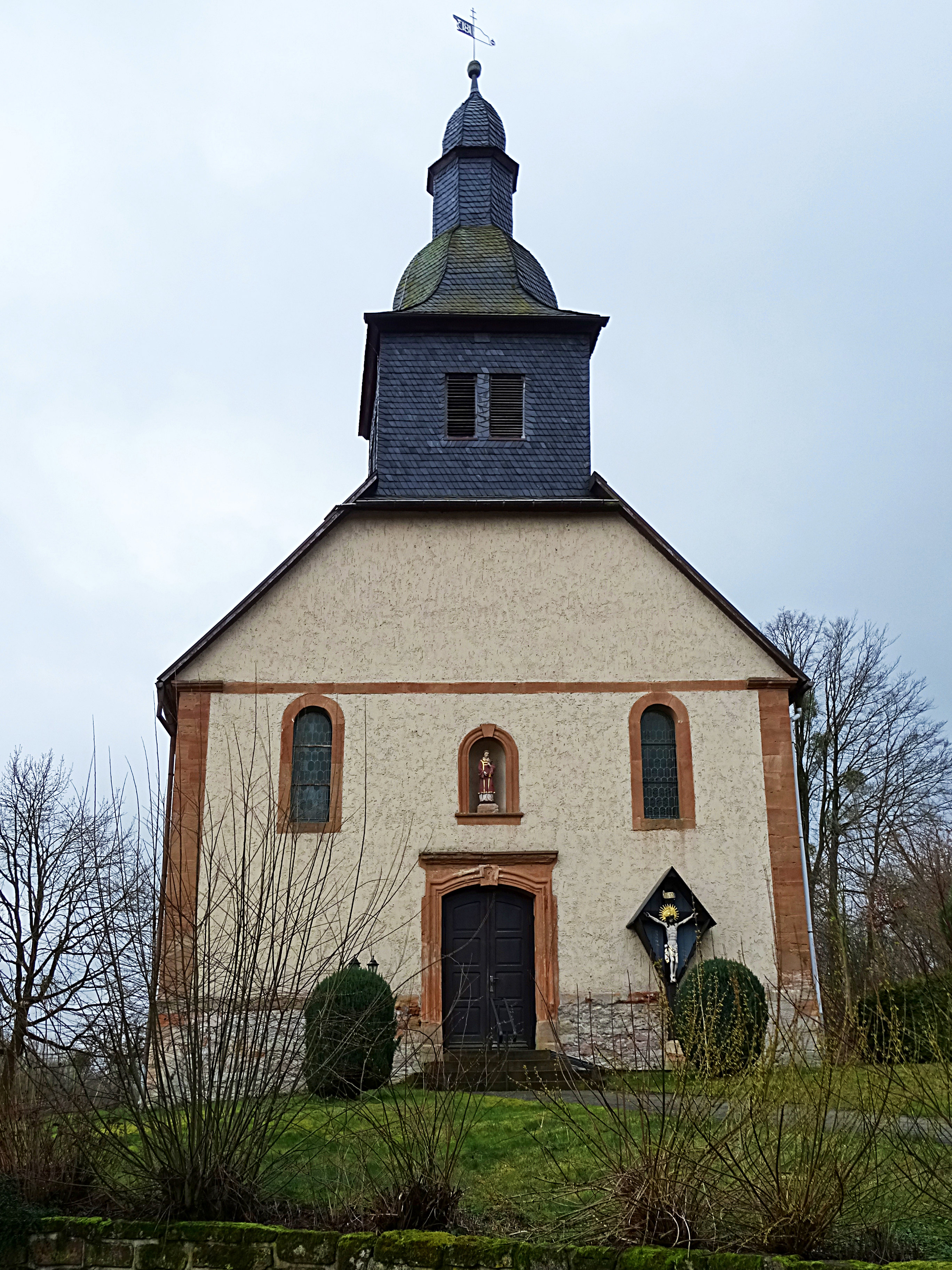
Römisch-katholische Kirche St. Stephanus in Döringsdorf

Die römisch-katholische Filialkirche St. Stephanus steht in Döringsdorf im thüringischen Landkreis Eichsfeld. Sie ist Filialkirche der Pfarrei St. Ursula Geismar im Dekanat Dingelstädt des Bistums Erfurt. Sie trägt das Patrozinium des heiligen Stephanus.

## Geschichte
Die erste Kirche wurde 1615 errichtet und 1812 durch die heutige Kirche ersetzt. Seit 1940 erfolgte die seelsorgerische Betreuung durch das Franziskanerkloster Hülfensberg, mittlerweile gehört die Gemeinde Döringsdorf zur Pfarrei St. Ursula Geismar.

## Architektur

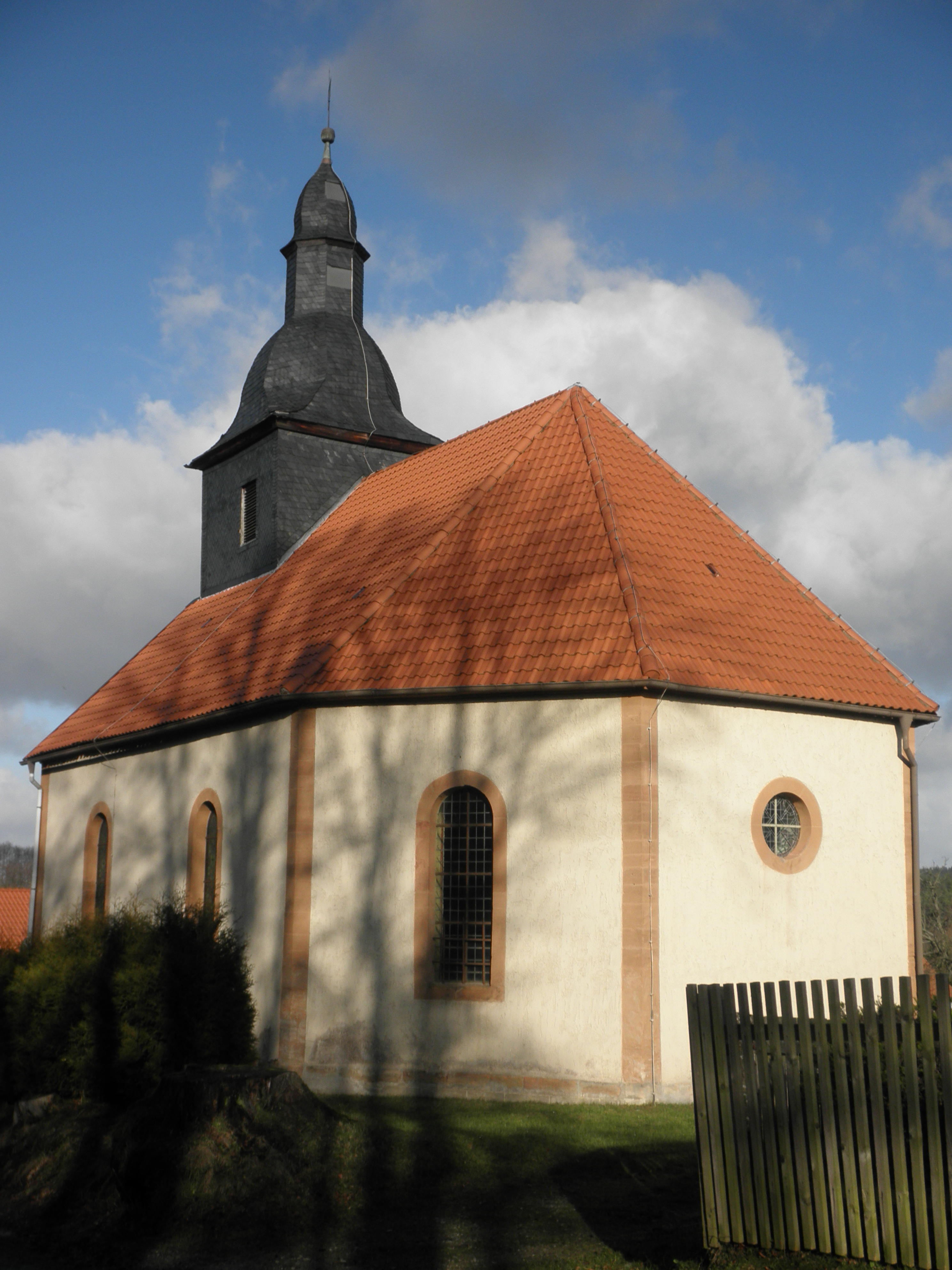
Süd-West-Ansicht

Die Kirche ist ein schlichter Saalbau, der unüblicherweise nach Süden ausgerichtet ist.

## Ausstattung

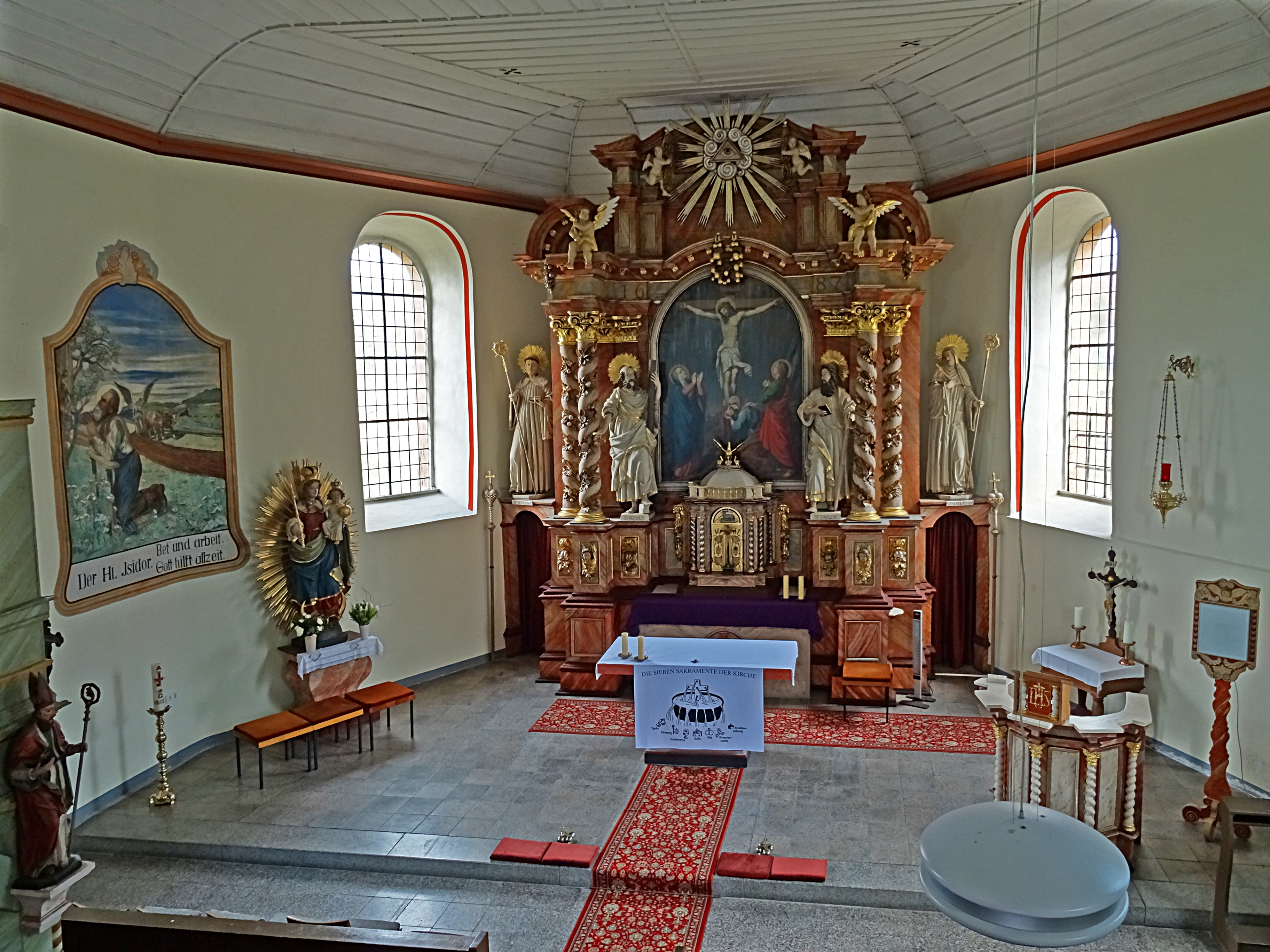
Innenansicht

Eine farbige Figur des Patrons St. Stephanus steht über dem Hauptportal. Der Hochaltar stammt aus dem ehemaligen Benediktinerinnenkloster Zella und wurde 1687 geschaffen.

## Orgel

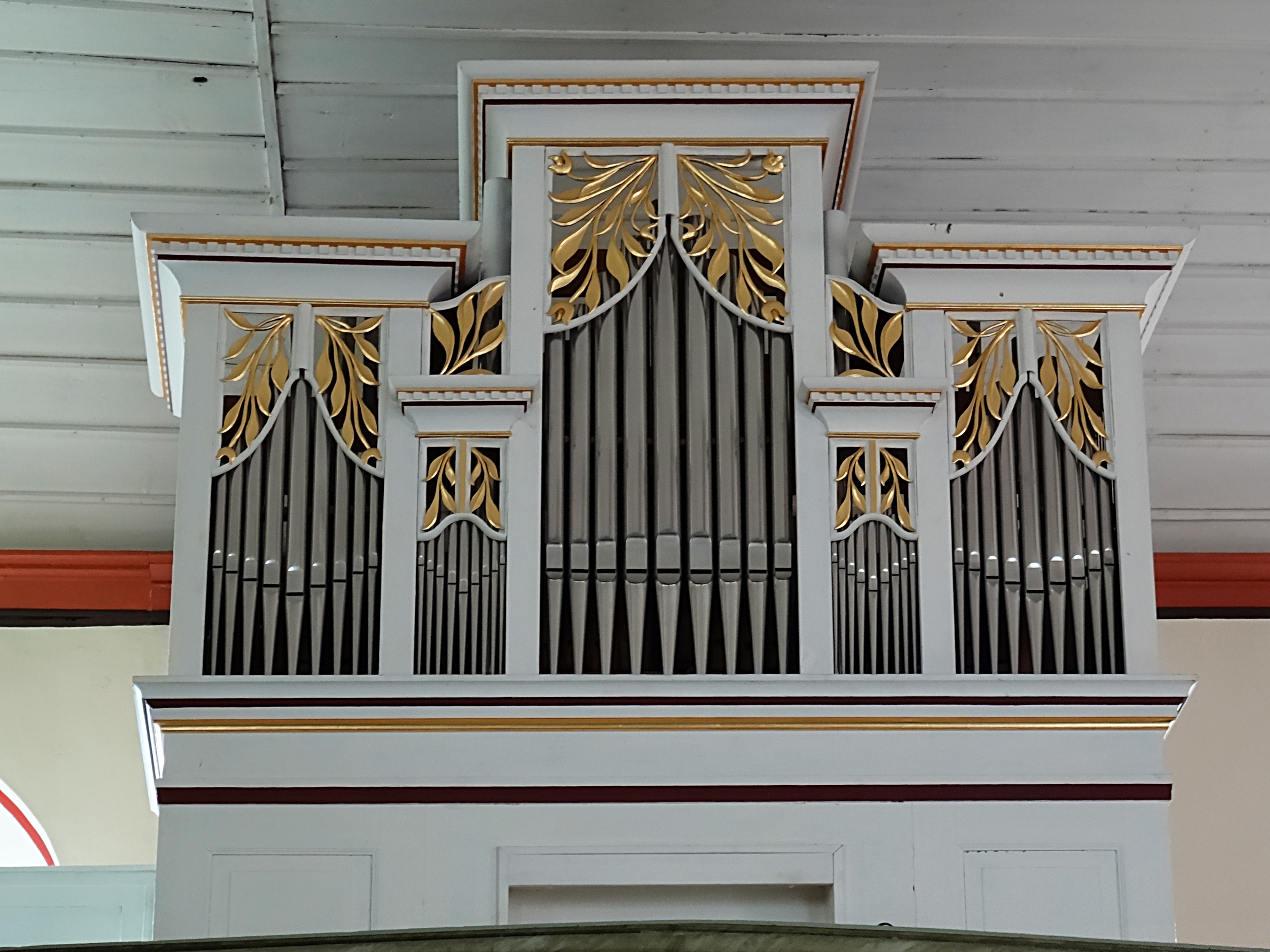
Schmerbach-Orgel

Die Orgel wurde 1850 von Johann Wilhelm Schmerbach dem Jüngerem gebaut. 1995 erfolgte eine Instandsetzung durch Karl Brode aus Heiligenstadt. Das Instrument hat 10 Register verteilt auf ein Manual und Pedal. Register- und Tontraktur sind mechanisch.